# Limbach (Herrieden)
Limbach ([ˈlɪmˌbax] ) ist ein Gemeindeteil der Stadt Herrieden im Landkreis Ansbach (Mittelfranken, Bayern). Limbach liegt in der Gemarkung Oberschönbronn.

## Geografie
Beim Dorf entspringt der Erlbach (im Unterlauf Hechelschutzbach genannt), ein rechter Zufluss der Altmühl. Im Westen liegen die Flurgebiete In der Klinge und Bodenfeld, im Südosten grenzt das Waldgebiet Löschenau an, 1 km östlich erhebt sich der Lammelberg (473 m ü. NHN). Die Staatsstraße 2248 führt nach Häuslingen (1,4 km südlich) bzw. nach Leibelbach (2,7 km nördlich). Gemeindeverbindungsstraßen führen nach Lattenbuch (1,7 km westlich), nach Zirndorf zur Kreisstraße AN 52 (0,8 km südlich) und nach Reichenau (1,8 km östlich).

## Geschichte
Limbach lag im Fraischbezirk des ansbachischen Oberamtes Feuchtwangen. 1732 bestand der Ort aus 9 Anwesen und einem Gemeindehirtenhaus. Die Dorf- und Gemeindeherrschaft und die Grundherrschaft über alle Anwesen stand dem eichstättischen Vogtamt Aurach zu. An diesen Verhältnissen änderte sich bis zum Ende des Alten Reiches nichts. Von 1797 bis 1808 unterstand der Ort dem Justiz- und Kammeramt Feuchtwangen.
Mit dem Gemeindeedikt (frühes 19. Jahrhundert) wurde Limbach dem Steuerdistrikt Gräbenwinden und der Ruralgemeinde Oberschönbronn zugeordnet. Im Zuge der Gebietsreform in Bayern wurde Limbach am 1. Januar 1972 nach Herrieden eingemeindet.

### Baudenkmal
- Limbacher Gigert: Feldkreuz, Gusseisenkruzifixus, zweites Drittel 19. Jahrhundert, auf Sandsteinsockel, bezeichnet 1907; 200 Meter außerhalb des Ortes, nördlich in der Flur am Waldrand[9]

### Einwohnerentwicklung
| Jahr      | 001818 | 001840 | 001861 | 001871 | 001885 | 001900 | 001925 | 001950 | 001961 | 001970 | 001987 |
| Einwohner | 49     | 58     | 73     | 63     | 67     | 60     | 90     | 97     | 65     | 76     | 67     |
| Häuser    | 9      | 10     |        |        | 13     | 12     | 15     | 15     | 15     |        | 14     |
| Quelle    | [ 11 ] | [ 12 ] | [ 13 ] | [ 14 ] | [ 15 ] | [ 16 ] | [ 17 ] | [ 18 ] | [ 19 ] | [ 20 ] | [ 1 ]  |

## Religion
Der Ort ist römisch-katholisch geprägt und bis heute nach St. Vitus und Deocar (Herrieden) gepfarrt. Die Einwohner evangelisch-lutherischer Konfession sind nach St. Wenzeslaus (Wieseth) gepfarrt.